# Sophie Capewell
Sophie Capewell, née le 4 septembre 1998 à Lichfield, est une coureuse cycliste britannique spécialiste du cyclisme sur piste.

## Palmarès

### Jeux olympiques
- Paris 2024
  -  Championne olympique de vitesse par équipes
  - 5e de la vitesse individuelle

### Championnats du monde
| Édition / Épreuve              | Vitesse par équipes | Vitesse individuelle |
| Roubaix 2021                   | Bronze              |                      |
| Saint-Quentin-en-Yvelines 2022 | Bronze              |                      |
| Glasgow 2023                   | Argent              |                      |
| Ballerup 2024                  | Or                  | Argent               |

### Coupe des nations
- 2023
  - 2e de la vitesse au Caire
  - 3e de la vitesse par équipes à Jakarta
- 2024
  - 1re de la vitesse par équipes à Adélaïde
  - 1re de la vitesse par équipes à Hong Kong

### Ligue des champions
- 2024
  - 3e de la vitesse à Londres (I)

### Jeux du Commonwealth
| Édition / Épreuve | 500 mètres | Keirin |
| Birmingham 2022   | Bronze     | Argent |

### Championnats d'Europe
| Édition / Épreuve          | 500 mètres | Vitesse par équipes | Vitesse | Keirin |
| Montichiari 2016 (juniors) | Bronze     | Bronze              |         |        |
| Munich 2022                |            | 7e                  | 6e      |        |
| Granges 2023               |            | Argent              | Bronze  | 10e    |
| Apeldoorn 2024             |            | Argent              |         |        |

### Championnats de Grande-Bretagne
- 2017
  -  Championne de Grande-Bretagne du keirin
  -  Championne de Grande-Bretagne de vitesse par équipes (avec Lauren Bate)
  - 3e de la vitesse individuelle
- 2018
  - 2e de la vitesse
  - 3e du keirin
  - 3e de la vitesse par équipes
- 2019
  -  Championne de Grande-Bretagne de vitesse
  - 2e de la vitesse par équipes
- 2023
  - 2e du 500 mètres
  - 2e de la vitesse
  - 2e de la vitesse par équipes
- 2024
  -  Championne de Grande-Bretagne de vitesse par équipes